# Panax quinquefolius
Panax quinquefolius é uma espécie vgetal do gênero Panax.

## Sinônimos
- Aralia quinquefolia (L.) Decne. & Planch.
- Ginseng quinquefolium (L.) Alph.Wood
- Panax americanus (Raf.) Raf.
- Panax cuneatus Raf.